# سیارک ۵۰۴۱
سیارک ۵۰۴۱ (به انگلیسی: 5041 Theotes، نامگذاری:1973SW1) پنج هزار و چهل و یکمین سیارک کشف شده‌است که در ۱۹ سپتامبر ۱۹۷۳ کشف شد.
قدر مطلق سیارک برابر ۱۰٫۵۰ است.